# 朝倉はやて
朝倉 はやて（あさくら はやて）は、日本のイラストレーター。

## 作品リスト

### 挿絵
- 僕の文芸部にビッチがいるなんてありえない。（著：赤福大和、講談社ラノベ文庫）
- 高一の春、僕は世界を滅ぼす彼女（）を癒せない。（著：赤福大和、講談社ラノベ文庫）
- 高一の春、僕は世界を滅ぼす彼女（）を倒せない。（著：赤福大和、講談社ラノベ文庫）